# Семпульно-Краеньске
Семпульно-Краеньске (пол. Sępólno Krajeńskie), Цемпельбург (нем. Zempelburg) — город в Польше, входит в Куявско-Поморское воеводство, Семпульненский повят. Имеет статус городско-сельской гмины. Занимает площадь 5,79 км². Население — 9174 человека (на 2004 год).